# (29089) 1981 DD3
A (29089) 1981 DD3 a Naprendszer kisbolygóövében található aszteroida. Schelte J. Bus fedezte fel 1981. február 28-án.